# Fas ligand
Fas ligand (FasL, CD95L, CD178) je transmembránový protein typu II z rodiny TNF cytokinů. Vytváří homotrimer na povrchu T lymfocytů aj. a interaguje s transmembránovým receptorem Fas (FasR, CD95, APO-1, TNFRSF6) na cílových buňkách.
Na rozdíl od Fas receptoru, který je široce rozšířen, exprese Fas ligandu je mnohem více kontrolována. Na svém povrchu jej exprimují zralé CD4+ T lymfocyty. Fas ligand exprimují také cytotoxické CD8+ T lymfocyty, ale až po jejich aktivaci. Fas ligand je konstitutivně exprimován v imunologicky privilegovaných tkáních – v oku (duhovka, rohovka, sítnice) a testes (Sertoliho buňky). Periferní T buňky aktivované forbolmyristátacetátem a ionomycinem produkují funkční solubilní formu Fas ligandu (sFasL).
IL-2 pozitivně reguluje transkripci a povrchovou expresi Fas ligandu na CD4+ buňkách a zároveň potlačuje transkripci a expresi inhibitoru apoptózy FLIP.

## Gen
Gen pro Fas ligand je u člověka lokalizován na 1. chromozomu (1q23) a je tvořen 4 exony. U myši je gen pro Fas ligand rovněž umístěn na 1. chromozomu.

## Protein
Fas ligand je polypeptid o 281 aminokyselinách, jehož molekulární hmotnost je 40 kDa. Patří mezi transmembránové proteiny typu I. Exprese Fas ligandu je přísně regulována na transkripční úrovni. Štěpením transmembránového Fas ligandu pomocí MMP-7 (external matrix metalloproteinase) vzniká solubilní forma. Fas ligand je biologicky funkční jako homotrimer. Vazbu Fas receptoru zprostředkovává C-konec, trimerizaci umožňuje N-konec Fas ligandu.

## Funkce
Fas ligand společně s Fas receptorem hrají zásadní roli v periferní toleranci, ukončení – utlumení imunitní odpovědi a likvidaci infikovaných buněk. Dvojice Fas ligand-Fas receptor vyvolává apoptózu. K této interakci je nutné přiblížení buněk.

### Fas a apoptóza
Řada studií prokázala, že cytotoxické T lymfocyty, které exprimují Fas ligand (mFasL) na svém povrchu, mohou zabíjet FasR+ cílové buňky. Přičemž fakt, že smrt buňky je zprostředkovaná aktivací Fas receptoru Fas ligandem, dokazuje neutralizace FasL specifickou protilátkou anebo blokace Fas receptoru.
Apoptóza je jeden z typů programované buněčné smrti. Může být iniciována několika mechanismy, které vždy končí buněčnou smrtí. Tzv. vnější dráhu indukující apoptózu zahajuje vazba trimérního Fas ligandu na Fas receptor. Po aktivaci Fas receptoru, resp. vytvořením trimeru, se začne skládat intracelulární komplex zvaný DISC (death-inducing signaling complex), který iniciuje proteolytickou kaspasovou kaskádu vedoucí k apoptóze.
Apoptóza zprostředkovaná Fas receptorem nemusí být spuštěna pouze vazbou Fas ligandu, nýbrž i UV světlem. UV záření indukuje v keratinocytech tvorbu trimerů Fas receptorů stejně jako při interakci s Fas ligandem. Dřívější domněnky, že také γ záření a léčba chemoterapií vyvolává apoptózu prostřednictvím Fas, nebyly potvrzeny. Apoptóza vyvolaná působením γ záření a léků využívá nádorového supresoru p53 a je regulována proteiny z Bcl-2 rodiny.

Overview of signal transduction pathways involved in apoptosis

### Fas a aktivací indukovaná smrt T lymfocytů (AICD)
Aktivací indukovaná buněčná smrt (AICD) je jev, kdy T lymfocyty, které byly předtím aktivovány, podléhají apoptóze. AICD nezávisí na kostimulaci a nelze ji zvrátit růstovými ani tzv. „survival“ faktory jako jsou IL-2 a BclXL. AICD je regulována Fas proteiny. In vivo má AICD dva významy: zaprvé snižuje imunitní odpověď eliminací již nepotřebných lymfocytů a zadruhé eliminuje autoreaktivní T buňky, které unikly selekci v thymu, tedy navozuje periferní toleranci. Chronicky aktivované lidské T lymfocyty konstitutivně exprimující velká množství Fas jsou citlivá k Fas zprostředkované apoptóze. Ligace TCR/CD3 komplexu na T buňkách rychle spouští expresi Fas ligandu a neprodleně vede ke smrti buňky. Antagonisté Fas jsou schopní zablokovat AICD jako např. solubilní Fas. Proč Fas transdukuje v klidových T buňkách kostimulační signály, ale apoptotické signály v dříve aktivovaných buňkách je dosud nejasné.

### Fas a imunoprivilegovaná místa, transplantace
V našem těle jsou tzv. imunologicky privilegované tkáně, kde by v případě vzniku zánětu došlo k větším škodám, než při samotné infekci. Těmto destruktivním obranným mechanismům imunitního systému se vyhýbají např. pomocí mechanických bariér, nebo preferencí Th2 odpovědi ad. Jedním z mechanismů imunologicky privilegovaných tkání je konstitutivní exprese Fas ligandu. Jediné tkáně, které Fas ligand konstitutivně exprimují, jsou oko (duhovka, rohovka, sítnice) a testes (Sertoliho buňky).
Je známo, že transplantace imunologicky privilegovaných tkání je mnohem méně odhojována než ostatních tkání.

## Zvířecí model
Byly popsány myši se spontánní autosomální recesivní mutací Fas ligandu (gld/gld, gld – generalized lymphoproliferative disease). gld/gld myši vytvářejí lymfadenopatii spojenou s autoimunitou. V lymfatické uzlině je znatelný nárůst populací B, T a null lymfocytů. Fenotyp gld/gld myší – produkce protilátek proti jaderným komponentám, nadprodukce IgG (hypergamaglobulinémie) ad. Tento zvířecí model je ideálním pro studium autoimunitní choroby.